# GW Orionis
GW Orionis es un sistema estelar localizado en la constelación de Orión a una distancia de 1300 años luz de la Tierra. 

## Características
GW Orionis es un sistema estelar triple, de tipo T Tauri, en estado de presecuencia principal.  Está asociado a la región de formación estelar Lambda Orionis y tiene un disco protoplanetario extendido.

Está compuesto por tres estrellas, dos de ellas, GW Ori A y GW Ori B, separadas una unidad astronómica, que orbitan alrededor de su centro de masas,  y una tercera estrella, GW Ori C, que orbita a sus dos compañeras a una distancia aproximada de 8 ua.

Diagrama esquemático que muestra una geometría propuesta por del sistema GW Orionis.

GW Orionis tiene un disco protoplanetario grande y masivo que lo rodea. La emisión del anillo de polvo sugiere que su radio mide aproximadamente 400 unidades astronómicas. El disco tiene una inclinación de 137,6 °. Las observaciones hechas con el  Atacama Large Millimeter Array mostraron tres anillos de polvo separados, situados aproximadamente hacia 46, 188 y 338 unidades astronómicas del centro del sistema. Sus masas se estiman, respectivamente, en 74, 168 y 245 veces la masa de la Tierra. Según Jiaqing Bi y sus coautores, el anillo externo es el mayor anillo de polvo protoplanetario conocido.
Lo discos están desalineados, deformados, muestran discontinuidades  y el externo es excéntrico. Las deformaciones y desgarros de los discos se interpretan como interacciones.

Mapa de emisión del polvo del dico que rodea al sistema estelar GW Orionis.

## Descubrimiento
GW Orionis fue descubierto en 1949 y bautizado como MHA 265-2. Su descubrimiento se publicó en el The Astrophysical Journal.
La naturaleza múltiple de GW Orionis fue descubierta por Robert D. Mathieu , Fred Adams y David W. Latham. Detectaron una irregularidad en las medidas de velocidad orbital que sugería, bien la presencia de una estrella adicional no detectada con un período orbital de varios años, bien una inestabilidad gravitacional asimétrica por un disco circunestelar.
GW Orionis B y GW Orionis C fueron detectados directamente en 2011 utilizando el interferómetro IOTA ubicado en Mount Hopkins en Arizona.